# Mono (漫画)
『mono』（もの）は、あfろによる日本の4コマ漫画作品。『まんがタイムきららミラク』（芳文社）にて、2017年5月号に特別読切として掲載されたのち、同年の7月号から連載を開始した。その後、同誌の休刊により『まんがタイムきららキャラット』に移籍し、2018年2月号より連載中。テレビアニメが2025年4月から6月まで放送された。

## 作品概要
山梨県甲府市周辺を主な舞台に、高校のシネフォト研究部の活動を描く。「mono」というタイトルには「いろんな物」という意味が込められており、公式には「21世紀の楽しみ方4コマ」と謳われている。また、本作は同作者の漫画作品である『ゆるキャン△』と密接な関係にあり、作中では同作品（本作中では「まったりキャンプ」）の舞台を巡るエピソードや、同作品の登場人物らも登場している。

## あらすじ
甲府荒川高校写真部の部長・牧之原の卒業により部員の雨宮さつきは意気消沈していたが、友人でもう1人の部員の霧山アンからの激励により部を再興させる決心をする。ところがさつきがオークションで購入した360°カメラが2週間を過ぎても届かず、アンが出品者を調べると学校のすぐ傍に住んでいることを知る。さつきとアンがその場所を訪れるとそこには駄菓子屋があり、2人はそこで漫画家の秋山春乃と出会い、その後も春乃（や春乃の友人の駒田華子、春乃の同業者である玄熊虎代ら）と交流を持つようになる。やがてさつきとアンは春乃から「マンガのモデルになって欲しい」という依頼をされ、元映画研究部の敷島桜子を加えた「シネフォト研究部」は春乃の取材に協力することになる。
シネフォト研究部
従来の「写真部」と「映画研究部」が部員減少の為、廃部の危機となったことから、写真部の雨宮さつきと霧山アンは、映画研究部の敷島桜子に声をかけて合併することになり、映画（シネマ）と写真（フォト）を組み合わせた「シネフォト研究部」（通称「シネフォト部」）が創部された。

## 登場人物
声の項はテレビアニメ版の声優。

### 主要人物

#### メインキャラクター
雨宮 さつき（あまみや さつき）
声 - 三川華月
本作の主人公。甲府市内の高校に通う、シネフォト研究部の現部長。髪型は右頭の髪をサイドポニーの要領でシュシュで結わえている。丁寧な口調で大人しい性格。
写真部には元部長である牧ノ原（まきのはら）先輩に憧れ入部した。入部以前は写真やカメラに興味はなかったが、先輩からスマホでも良い写真は撮れるとの教えを受けたことで、スマホで先輩の写真を撮り続け、スマホフォトコンで銀賞を受賞した実績を持つ。
その後、写真部は先輩の卒業により部員数が不足し廃部の危機に陥るが、映画研究部に合併を持ち掛け「シネフォト研究部」として存続する。
使用するカメラは、スマホの内蔵カメラと360°パノラマカメラ「ヴィータ」。
霧山 アン（きりやま アン）
声 - 古賀葵
シネフォト研究部部員。髪型はツインテール。勢いで行動するタイプで言葉遣いはやや汚い。好物はひねり揚げ。さつきからは苗字で「霧山」、桜子や春乃などからは「アンちゃん」と呼ばれている。
さつきを「さっちゃん」と呼んでおり、さつきのことが好きな一心で猛勉強の末に同じ学校に入学し、興味のなかった写真部にも入部した。
持ち前の明るさから「しろねこ屋」常連の子供たちにもすぐに溶け込んでおり、部内ではムードメーカーとしての役割を担っている。
特技はスケートボードで、小学校から中学2年生までスケボークラブに入っていた。
使用するカメラは、150°広角アクションカム。
敷島 桜子（しきしま さくらこ）
声 - 遠野ひかる
元映画研究部部長。写真部と同様の理由で廃部になりかけていたことから、さつきとアンとの部活動の合併の提案を快諾した。
表情はあまり変化がなく、性格は豪胆であっさりとしている。大食いも平気な顔でこなしたり、言伝え等の話に創作を織り交ぜたり、スケートボードもあっさりと（ブラウス・スカートとヒール付きのサンダル姿で）ストリートスタイルを披露したり、ヒグラシやツクツクボウシの声帯模写をするなど色々な多面性を持っている。
お菓子工場で袋詰めのアルバイトをしており、凧を巧みに操るなど手先が器用。
映研時代の先輩の影響で廃墟や大型ダム等の巨大建造物に興味がある。
使用するカメラは、FUJISANFILM製レトロカメラ風デジタルインスタントカメラ。
秋山 春乃（あきやま はるの）
声 - 上田麗奈
ペンネーム「あきの」名義の現役漫画家（ジャンルは「ほっこり日常系」）。シネフォト部員や「しろねこ屋」常連の子供たちから「ハルさん」（虎代からはペンネームの「あきの」、スズ子は「アキさん」）と呼ばれている。獣耳のような癖毛のある銀髪に眼鏡を掛けている。普段は気が抜けているが仕事に対しては熱心で面倒見は良い。また、酒が好きで、酒癖が非常に悪い。父親の影響でカレーライスが無性に食べたい時があるという。
伊勢出身で、東京の出版社に行った帰りに立ち寄った甲府市内にある祖母が営む駄菓子屋「しろねこ屋」で凡そ4年間そのまま居候生活を続けているが甲府盆地の夏の気候には慣れていない。
数年前から月刊誌で連載を持っていたが、単行本の売上が伸びず終了となっており、現在は女子高生が主人公の4コマ漫画を連載している。
さつき達とは彼女らがネトオクの問い合わせに来たことをきっかけに知り合い、以降自身の取材活動のために幾度となくシネフォト研究部に協力を依頼している。
取材に出かける際には同居の祖母が保有する日産・パオ風の車に乗車しており、運転は荒い。後にペーパードライバー教習を経て上手くなるものの、代わりに運転の姿勢が変になった。
さつきからは顔立ちが牧ノ原先輩に似ていると密かに言われ、気に入られている。
作者のあfろによると、春乃は漫画家の仕事を通して感じたことを代弁するキャラとして描かれているとのこと。
使用するカメラは、360°アクションカム「NOPRO MAX」。
駒田 華子（こまだ かこ）
声 - 河瀬茉希
春乃の学生時代の友人で元クラスメイト。モトブログ（英語: Motovlog）の活動を続けており、他県に進学・就職したクラスメイトを尋ね歩いては自身のバイクに乗せ、動画の撮影を行っている。第5話を契機に、春乃の家にも押し掛けては春乃を連れ回している。春乃からは「カコちゃん」（さつきらからは「カコさん」）と呼ばれている。
第5話ではヤマハ・WR250X風のバイクに乗っているが、三重から山梨まで通うことを考慮して第14話以降はヤマハ・YZF-R1風のバイクに乗り換えている。
単行本2巻20話から32話では長野・富山の旅行最終日、（自宅がある）三重に帰るか新潟の日本海の夕日を見るかと言いつつ29話で「北海道に行く」と前振りどおり32話で宗谷岬で撮った画像をSNSで披露するなど気ままなライディングライフを送っている。なお、32話の後日談として地元・三重の会社を辞めて長野に引っ越し＆転職、原作第73話でウィーチューバーと動画編集代行業をしている。長野に移住をきっかけにハイゼット・カーゴ（S331V）風の軽バンを所有、車中泊ができるよう手を加えている。
使用するカメラは、全てNOPRO製でヘルメットとバイクのリアキャリア部に「コンパクト」、バイクのカウルに「10」を装着。

#### 準メインキャラクター
玄熊 虎代（くろくま とらよ）
声 - 羊宮妃那
春乃と交流のある人気ホラー漫画家。他の登場人物からはペンネームに敬称をつけた「クロクマ先生」という名で呼ばれており、いつも黒のゴスロリ服を着用している。仕事柄、心霊現象や厄祓いに精通した人物として一目置かれている他、霊感があるのか幽霊などが見えるらしい。代表作はホラーコメディ「この犬どもめ」シリーズで作品がアニメや実写映画化されるほどよく売れているため、非常に裕福である。実家は神奈川県の有名な神社。愛車は白のメルセデス AMG・GT風の車。
春乃とは出版社へ打ち合わせに行った際に獣耳のような癖毛をいじられたことにより知り合いとなった。無類のネコ好きである。山椒など霊を払う効果がある食べ物が苦手で、食べるとアシスタントとして使用している霊が追い払われてしまうらしい。
あんこ
声 - 寺澤百花
虎代が飼っているオスの黒猫。春乃の家で飼われている「たいしょう」とはとても仲が悪い。

### 甲府荒川高校（卒業生を含む）
シネフォト研究部
田島（たじま）
シネフォト研究部部員。幽霊部員であり、基本的には劇中に姿を現さず名前のみの登場。単行本3巻52ページ「EPISODE 39」で田島（本人）らしき人物が登場するも1コマのみ。元は桜子と共に映画研究部に所属しており、部活動の合併に伴い桜子が田島も含めて籍を移したことでシネフォト研究部の部員となったが、映画研究部の時代に入部から2回しか顔を見せていない。彼女を頭数合わせ要員とすることで、シネフォト部は正式な部活動として認められサークルへの降格を免れた。
さつきやアンにとっては面識がない人物のため、単行本3巻第37話から同巻第40話にかけて田島の名を騙る偽者（後述）が登場した際には、行動を共にしている間も別人であることを見破れなかった。
OG
牧ノ原（まきのはら）先輩
声 - 阿保まりあ
旧・写真部部員（元・部長）。当時1年生のさつき・アンが入部時点では3年生だった。在学時は写真部の中心的存在であり、彼女の卒業により写真部が活動内容の見直しを迫られる場面から本作の物語が始まる。
単行本3巻第37話から第40話までの「田島事案」に関しては下記の人物とともに騙す側として第40話で再登場する。
アニメ第12話では、タブレット通話越しで自身が高校を卒業してからさつきたちからシネフォト部の活動報告として春乃や華子を含んだ色々な写真を見せてもらうというオリジナルエピソードが描かれた。
猪俣 風香（いのまた ふうか）
声 - 天城サリー
旧・映画研究部部員。さつき、アン、桜子の2学年上の先輩で、現在は山梨県内の大学に通っている大学生。
単行本3巻第37話から同巻第40話にかけて登場した田島の名を騙る偽者の正体。シネフォト部でモキュメンタリー仕立ての短編ホラー映画を撮ることになった際に桜子らと共謀し、「モキュメンタリーホラーの撮影中に本当の怪異が起こってしまう」という裏のシナリオに沿って田島役を演じ、さつきとアンにドッキリを仕掛けた。迫真の演技に驚くさつきとアンに対し、桜子が「田島は映画研究部で役者をやっていた」と嘘をついた（本物の田島は映画研究部に入部から2回しか顔を見せていない）。
単行本5巻第62話で再び桜子と共謀して「ガチガチのレディース」である「万時綺羅羅」としてさつきとアンの前に現れたが、このときは即行で正体を見破られた。
スバル・R1風の軽自動車を所有している。

### 駄菓子屋「しろねこ屋」
甲府荒川高校の近隣にある春乃の祖母が経営している駄菓子屋。（居候の）春乃が出品したネットオークションのカメラが届かなかったことから、さつきとアンが出品者情報をたどり問い合わせに来たことをきっかけに、さつきたちが立ち寄るようになる。シネフォト部員の校外で集う場所であり、作品のメイン舞台の一つである。
春乃の祖母
声 - 新井里美
現段階、氏名不詳である。住居兼店舗で営んでいる駄菓子屋「しろねこ屋」の店主。店内に鉄板があり、焼きそばやお好み焼き等を調理して安価で提供している。ある日、調理中の焼きそばに自分が買ったものと思い込んで春乃がつまみとして購入していた生ハムを入れて提供してしまい、そのことが春乃たちが八ヶ岳に生ハムを買いに行くきっかけとなる。春乃からのプレゼントで九州旅行に行っている合間はお店を休んで春乃には「留守中にお店のお菓子を無銭飲食したら孫だろうが（居候している祖母の家から）出て行ってもらう」と宣言している。
孫の春乃が取材等で運転する日産・パオ風の車両は祖母の名義保有するものである。
たいしょう
声 - 阿保まりあ
春乃の家で飼われている白いボス猫。甲府市周辺の各地で目撃されている。常連の子供たちからは「たいしょう」の由来はボス猫であるためや大正生まれのためと語られているが、場所によって地域猫のように呼ばれる名前が異なっている。
春乃曰く「一度出かけると一週間は帰ってこない」。甲府から離れた春乃達の旅行先にも不意に現れることがある。
たいしょうが「しろねこ屋」の夜間などの閉店時間や定休日等の戸締りしているとき建物を行き来できるように「たいしょう」の顔認証式猫ドアが設置してあるが、認識しても太っているため猫ドアが通れない（逆に痩せすぎても「たいしょう」と顔認証が認識できない）ときがある。
しろねこ屋常連の子供たち
声 - 和泉風花（女の子A）、声 - 渡谷美帆 （女の子B）、声 - 前川涼子 （女の子C）、声 - 寺澤百花（男の子）
しろねこ屋で駄菓子を買ったりテーブル型のアーケードゲーム機で遊んだり、春乃や飼い猫「たいしょう」と戯れたりする。

### 漫画家・担当者
島田 こはる（しまだ こはる）
声 - 沼倉愛美
春乃が連載を持つ砲文社「まんがキャノン」の担当編集者。めがねを掛けた、小太りの女性。大食漢。以前ぎっくり腰を発症したことから、意識して運動や登山をするようになる。
なお、作者の別作品「ゆるキャン△」15話において、夜叉神峠登山口で友人（お茶のお姉さん＝菊川昴）との待ち合わせに遅れてくる「島田こはる」という女性が登場するが、原作者名義の公式Ｘ（実際に投稿しているのは担当編集者であることを明言している）によると、このゆるキャン△の「島田こはる」とmonoの「島田こはる」は同一人物である。
イスズスズ子
声 - 日野まり
単行本第3巻41話にて登場、志摩在住の漫画家。本名は不詳だが、家族や近所に住んでいた友人から「スズ」と呼ばれている。
春乃とは担当編集者（島田こはる）が同じであることや、二人とも三重県出身であること、虎代とはスズ子が上京して出版社へ打ち合わせに行った際に春乃同様に掛けていたフード越しに猫耳化にいじられたことにより知り合いとなった。ジャンルは「クロクマ（玄熊虎代）」と同じホラー系。漫画家4年目で作品「父が亡くなった理由 」がアニメ化になった事でスズ子を心配してくれた親や友人らが喜んでくれ安心させる一方スズ子自身は歓迎ムードでは萎えて筆が進まなくスズ子自身のアンチスレッドで（自らアンチとして）書き込みしたら興奮し作画作業が捗れるぐらい「虐げられた環境」ほど意欲が湧く。
船酔い体質である。
実家の仕事部屋にはスティーブンという名の犬（犬種不詳）を飼っている。愛車はフィアット・500風のコンパクトカー。

### 上記キャラの家族
- 原作（アニメ）作品で表現があったキャラのみを記載。

雨宮家
- 父・母とさつきの3人暮らし[62]。
  - さつきの父親 - 描かれていないが、原作第36話にて会話の流れ上でさつきが雨宮家で贈答で貰った桃に関して「貰っても食べきれないから（もらった桃を）半分くらいお父さんが『桃酒』にしてるよ。」との話があった[62]。
  - さつきの母親 - 原作第57話にて、春乃らがさつきの家にエアロバイクを借りに来た時に登場[63]。

秋山家
- 春乃の実家の父と母、山梨在住の母方の祖母（と愛猫・たいしょう）。
  - 春乃の父親（声 - 福西勝也） - 原作第20話で春乃の回想シーンがあるが、伊勢の実家では登場はしてないが春乃の父親がカレー好きで毎週土曜日には家族にカレーを振る舞っていた。（テレビアニメ第6話（後編）「山梨でカレー、食べます」では登場している。）

原作第61話で趣味の登山が高じて登山道具を作る会社を立ち上げ富山県に引越しした。
- 春乃の母親 - 原作第61話で登場。春乃がグルグルマップストリートビューで伊勢の実家がなくなっていたことを知り約4年ぶりに母親に電話連絡したら、1年前に（上記の父親の件で）富山に引越ししたとの通話をしていた。
- 春乃の祖母と（猫の）たいしょう

イスズ家
- スズ子、父と母（と愛犬・スティーブン）と実家暮らし。
  - スズ子の母親 - 原作第74話で登場。世話好き、春乃曰く「正統派田舎のお母さん」な感じ[66]。

### その他
腹持（はらもち）夫妻
声 - 林大地（夫）、声 - 芝崎典子（妻）
単行本1巻99ページ「やまなしまんぷくフォトラリー」で登場の夫婦フードファイター。飲食店で提供のメガ盛り料理を食べる桜子に脅威を感じながらもチャレンジするが結果シネフォト部3人が2位、腹持夫妻が3位（1位は後述）。
夜叉神峠の霊
声 - 安齋由香里
単行本2巻「EPISODE 16」で春乃が仕事をしている様子を撮影したいと華子から依頼され、承諾後居間（仕事部屋）にアンのアクションカムを設置。数日後に再生したところ少女の霊が映っていた。その後春乃は同業者である漫画家のクロクマ（玄熊虎代）を呼んだ。除霊時に（単行本1巻71ページで巡った）夜叉神峠から連れてきたことと春乃に憑りついた理由が「春乃の姿（特に髪型）を見て少女が飼っていた『鳥』に似ていた」との理由が判明、春乃と虎代で再び夜叉神峠に行きトンネル内で少女の霊を戻したが、来た道を戻るとまた憑いてしまうため、春乃は諏訪経由で電車で6時間かけて帰る羽目になった。
「この犬どもめ」アニメ制作・キャストの面々
アニメ第7話前半パート「初めてのアニメ化」でクロクマ原作の「この犬どもめ」がアニメ制作開始から2ヶ月間に関係各位に不幸が拡散、その後作者のクロクマが特製お札付きのプラズマ空気清浄機を関係各所配布でアニメ制作関連の被害がなくなった。
西川 崇（にしかわ たかし）
声 - 林大地
アニメ「この犬どもめ」の音響監督、音響スタジオの収録ブース内で起きた怪異の声を聴き、3年前に亡くなった母親を思い出して号泣した。
怪異の声
声 - 小若和郁那
収録ブース内で起きた怪異現象の声の主。
桧原 当（ひのはら あたる）
声 - 大町知弘
作品の主演を務める男性声優。収録を終え帰宅中に駅の階段から転落して負傷、即入院。頭部を打ったことによって記憶喪失、その後病院を抜け出して失踪。後日談として大間でマグロ漁師として働いている。

#### 物体
ゆるキャン△同様、作中に出てくる吹き出しセリフを発する植物や山岳、バイクの製造物、建造物等の色々な物体。アニメ版では「しろねこ屋」常連の女の子B役の渡谷美帆が物体役として吹き出しの声を加えた下記のキャラを演じた。太字文はエンドロールに表記の役名。
- アンが猫のたいしょうを驚かせるため使用したキュウリ（第6話）
- 乗鞍畳平のお花畑に自生するハイマツと松ぼっくり（第8話）
- 華子の愛車の大型バイクと 華子が妄想する未来のバイク（第9話）
- 華子のバイクのタイヤ刺さった釘と修理後のプラグ（第9話）
- 上高地の穂高連峰（第9話）
- 戸隠のそば教室で春乃が作った「にゃんこそば」（第10話）
- ツカぽんを模った手回し式かき氷機（第11話）
- かき氷巡りで3軒目の「季節のとろふわかき氷 巨峰」と8軒目の「天然水のかき氷 アボカドクリームチーズ味」（第11話）
- 韮崎市の観音山公園からみた富士山（第11話）

#### 「ゆるキャン△」からの登場キャラクター
同作者の漫画作品『ゆるキャン△』の登場人物も端役として登場する。この項目では原作に描かれかつセリフのあるキャラのみ記載。
鳥羽先生（鳥羽 美波）
声 - 伊藤静
「ワイナリー巡り」で勝沼のワイナリーにて泥酔状態で登場。同じくワイナリーで泥酔状態の春乃に絡む。
各務原 なでしこ
声 - 花守ゆみり
「やまなしまんぷくフォトラリー」にて父・修一朗と姉・桜ともに登場。「チーム各務原」で参加し、大会新記録で優勝。優勝者インタビューでゴール後にさらにハンバーガーを食べてきたと発言した。
原作第24話では、取材で来ていた虎代の案内で甘利山の椹池付近にあるキャンプ場で春乃とシネフォト部が幻聴状態で見かけた「豚串」と「カエル（肉）」を焼いていたキャンパーの1人。
志摩 リン
声 - 東山奈央
原作第23話で虎代が語りだした龍神伝説で本栖湖の（浩庵キャンプ場でリンがくつろいでいる最中）、「古根龍神」が湖から現れて驚いていた。
単行本2巻64ページでは、なでしこ（らしき）人影とともに現れたもう1人のキャンパー。
新城 肇
声 - 大塚明夫
原作第26話で上高地へ向っていた華子が川島ハイウェイオアシスでバイクのタイヤがパンクして困っていた際、それを修理キットで修理した。

## 劇中に登場する観光地・宿泊地
以下では劇中において実在の地名に言及されているか、施設名が具体的な地名に置き換えられているものを挙げる。何らかの事情で施設名をぼかして具体性のない名称に置き換えてあるものについては、テレビアニメ版のエンドクレジットで「取材協力」として明記されているものや、出版物や公式なウェブサイトでモチーフとなった施設が明かされているものについては併記するが、そうでないものは前後の描写から推測可能なものであっても省略する。

### 山梨県
| - 甲府市立舞鶴小学校 - 作品の舞台となる「甲府荒川高校」のモデルとされる学校。 - 甲府駅 - 原作第2話、猫のたいしょうが駅構内で新宿行きの特急電車に乗り込んだが駅員に捕獲され降ろされた。 - 原作第12話、駅北口よっちゃばれ広場で「やまなしまんぷくフォトラリー」の受付およびスタート＆ゴール地点および撮影ポイントとして武田信玄公の銅像が登場。 - 愛宕山 - 山梨県立科学館 - 原作第3話、さつき・アン・春乃が甲府市内の日没後の風景をタイムラプス撮影する。 - 甲斐奈神社（元宮） - 原作第19話、「愛宕山神社」の設定で登場。丸石型の「道祖神」を計測撮影に来たが、そこに有ったのは丸石型の「清浄石」だった。 - 舞鶴城公園 - 原作第4話、さつき・アン・桜子と城内で凧を使いカイトフォトで甲府市内撮影する。 - 山梨県立図書館 - 原作第33話、アンの夏休みの宿題を終わらせるためにさつき・桜子とともに利用。 - 昇仙峡 - 原作第38話、シネフォト部制作のモキュメンタリーのロケハンとして登場。 - 荒川ダム（能泉湖） - 原作第38・39話、シネフォト部制作のモキュメンタリーの撮影地として登場。（但し、アニメ第12話では「深城ダム（ふかしろ湖）」。） - 和田峠みはらし広場 - 原作第64話、シネフォト部3人と旧・映画研究部OGの風香の4人で「山梨冬のパン祭り 食レポコンテスト」の食レポ動画（1回目）を撮影する。 - 石和温泉駅 - 原作第2話、猫のたいしょうが駅前で（しろねこ屋、常連の少年に）見かけられる。 - 山梨県立博物館 - 原作第19話、「笛吹博物館」の設定で登場。丸石型の道祖神を計測撮影する。 - 桔梗屋 - 原作第34話、シネフォト部3人が「夏の終わりのかき氷めぐり」の1か所目である桔梗屋本社工場内のテーマパークカフェで桔梗信玄餅入りの「天然氷のかき氷（桔梗信玄）」を注文する。 - FUJIYAMAツインテラス - 原作第55話、「富士山一周レポ漫画」のか所目で作中「笛吹ツインテラス」として登場。 - 八代ふるさと公園 - 原作第65話、「笛吹八代公園」として登場。シネフォト部3人と旧・映画研究部OGの風香の4人で「山梨冬のパン祭り 食レポコンテスト」の食レポ動画（2回目）を撮影する。 - 本栖湖 - 原作第7話、聖地巡礼ツアーで登場。本栖セントラルロッジとキャンプ場（アニメ版ではモデルの「浩庵キャンプ場」になっていた）を訪問。 - しょうにん通り商店街 - 原作第7話、春乃が運転する車が通過する。 - 原作第43話、春乃の呼びかけで漫画家の虎代・スズ子と担当編集者の島田の4人で「身延どんぶりウォーク」の提供店を訪れる。 - 下部温泉 - 原作第43話、作品のホラ話から生まれた商品「蕎麦鵜丼」が食べられる店など「身延どんぶりウォーク」の提供店を巡る。 - 富士川クラフトパーク - 原作第44話、富士川公園（アニメ第7話では正式名称表記）として登場。公園内にある「身延どんぶりウォーク」の提供店を訪れる。 - フレスポみのぶ - 原作第44話、直近にある「身延どんぶりウォーク」提供店で虎代が体質に合わない山椒を不用意に口にして体調を崩したため、駐車場に止めた車の中で休憩する。 - 身延山 - 身延山門前町 - 原作第44・45話、「身延どんぶりウォーク」の提供店を訪れる。 - 久遠寺 - 原作第45話、「身延どんぶりウォーク」のウォークで、身延山裏参道の登山道の途中にある最終チェックポイントを経て山頂にあるゴールの奥之院思親閣へ行く。 - 内船駅 - 原作第7話、聖地巡礼ツアーで主人公の1人が通学などで利用する最寄りの駅として登場、アニメ3話ではゆるキャン△1期なでしこのキービジュアルと同じポーズをしているアンの写真を撮る。 - 四尾連湖 - 原作第7話、聖地巡礼ツアーで登場。「木明荘」でチャイを飲む。 - 大門碑林公園 - 原作第68話、「市川大門公園」として登場。シネフォト部3人と旧・映画研究部OGの風香の4人で「山梨冬のパン祭り 食レポコンテスト」で風香が（架空の）Vチューバー・杜撰もらるに扮して食レポ動画（4回目）を撮影する。 - 夜叉神峠 - 原作第8話、聖地巡礼ツアーで登場。到着が夜間になり、心霊スポットでもあることを知ってすぐに山を下り、コンビニに避難した。 - 原作第16話・17話、上記の「聖地巡礼ツアー」で春乃に取り憑いた少女の霊を春乃と虎代が一緒に夜叉神峠へ行きトンネル内で少女の霊を戻した（詳細は『夜叉人峠の霊』を参照）。 - 御勅使南公園 - 原作第13話、「やまなしまんぷくフォトラリー」の撮影ポイントとして登場。 | - 葡萄工房 ワイングラス館 - 原作第10話、勝沼ワイングラス館として登場。 - ぶどうの丘 - 原作第11話、「勝沼ぶどうの城ワイナリー」として登場。 - 山梨銘醸 - 原作第5話、春乃と華子が休息がてらに立ち寄った酒蔵「七賢」（作中は「十賢」）内にある米麹スイーツを堪能した。 - 清里駅 - 原作第12話、「やまなしまんぷくフォトラリー」でたいしょうが清里駅前にいる。アニメ第5話（前半パート）「～生ハム山梨物語～」ではメインキャラクター5人より一足先に清里駅前にいる模様が描かれていた。 - 原作第14話、八ヶ岳方面に行ったついでに桜子の希望で清里駅前の「廃墟」を観光する。 - 清里高原 - すべて原作第15話 - 清里ハム - 春乃が入った3軒目の店、ここでアン・華子に『「ハルさん」じゃなく「ハムさん」だね』と茶化される。（アニメ第5話のエンドロールのキャスト欄まで「秋山ハム乃」扱いされた。） - サンメドウズ清里スキー場 - スキーオフシーズンの夏季に「テラス」として運営。華子の提案で行くことになったが夏休みのさなかで混雑していたので、しばらくして下山した。 - 萌木の村 - 上記施設から下山先の施設（原作では「苗木の村」の名称）。メリーゴーランドを楽しんだあとレストラン「ROLL」でカレーを食べたのち春乃がここでも生ハムを購入する。 - 道の駅はくしゅう - 原作第36話で八ヶ岳の天然氷を使ったかき氷を食べに行く。 - 山県大弐像 - 原作第13話、「やまなしまんぷくフォトラリー」の撮影ポイントとして登場。 - 赤坂台総合公園 - 原作第66話、「赤坂台公園」として登場。シネフォト部3人と旧・映画研究部OGの風香の4人で「山梨冬のパン祭り 食レポコンテスト」の食レポ動画（3回目）を撮影する。 - イオンモール甲府昭和 - 原作第13話、「やまなしまんぷくフォトラリー」の同所屋上駐車場からの景色が撮影ポイントとして登場。 - ほったらかし温泉 - 原作第21話、「ほっとけや温泉」の設定で登場。カレーが食べたい春乃に華子が同温泉で提供されている「幻のカレー」を食べに行くことを提案、アンを含めた3人で訪れる。カレーを食べられると思い余裕をみて温泉に入湯している間に売り切れてしまった。 - 大弛峠 - 原作第21話、上記の「ほっとけや温泉」でカレーを食べられなかった春乃が長野県の南相木ダムで提供されているダムカレーを目指し、アンと華子を乗せ悪路を爆走する。 - 甘利山 - 原作第23話・24話、シネフォト部3人と春乃（と猫のたいしょう）がアンと桜子のスケートボード練習に来たが虎代（と猫のあんこ）が作品の取材で近くの椹池（さわらいけ）に訪れついでに春乃らも一緒について行った。 - 観音山公園 - 原作第36話、シネフォト部3人で「かき氷巡り」の帰りがけにさつきの提案で韮崎市街が一望できる同所に寄り道。 - 深城ダム（ふかしろ湖） - アニメ第12話、シネフォト部制作のモキュメンタリーの撮影地として登場。（但し、原作第38・39話では「荒川ダム（能泉湖）」。） - 山中湖 - 原作第53話、春乃が砲文社の担当編集・島田からの「富士山一周レポ漫画」の依頼を引き受け、1か所目として「山中湖パノラマ台」（鉄砲木ノ頭）からスタートした。 - 三國第一山新倉富士浅間神社 - 原作第55話、「富士山一周レポ漫画」の11か所目で作中「富士吉田神社」として登場。 - 精進口登山道 - 原作第55話、「富士山一周レポ漫画」の12か所目（紅葉台）を終えたついでに山梨がわの五合目に行く。 - 紅葉台展望レストハウス - 原作第55話、「富士山一周レポ漫画」の12か所目で登場。 |

### 静岡県

#### 富士宮市
- 朝霧高原
  - 原作第5話、聖地巡礼ツアーで「ふもとっぱらキャンプ場」をモチーフにした「麓キャンプ場」が登場。
  - 原作第54話、「富士山一周レポ漫画」の9か所目で通過する。
- 富士山（富士宮五合目 - 原作第54話、「富士山一周レポ漫画」の4か所目終えたあとさつきの提案（と確認の）ため富士宮五合目まで向かう。
- 白糸の滝付近のラウンドアバウト交差点 - 原作第54話、「富士山一周レポ漫画」の8か所目で登場。せっかくなので白糸の滝にも立ち寄る。

#### 小山町
- 道の駅すばしり - 原作第53話、「富士山一周レポ漫画」の2か所目で作中「道の駅須走口」として登場。

#### 裾野市
- 水ヶ塚公園 - 原作第53話、「富士山一周レポ漫画」の4か所目で作中「道の駅水ヶ塚」として登場。ここでは春乃と通りすがりの「富士山好き」が共鳴する[88]。

#### 富士市
- 大淵笹場 - 原作第54話、「富士山一周レポ漫画」の5か所目で作中「大渕茶園」として登場。
- 富士と港の見える公園 - 原作第54話、「富士山一周レポ漫画」の6か所目で作中「田子の浦海浜公園」として登場。海なし県・山梨生まれのシネフォト部3人が「海」でテンションが上がった。

#### 静岡市
- 薩埵峠 - 原作第54話、「富士山一周レポ漫画」の7か所目で登場。連載当時は豪雨で道が崩落して展望台は利用不可だったが[89]、現在は修復し利用可能。

### 長野県
| - 諏訪湖サービスエリア（下り線） - 原作第8話、聖地巡礼ツアーで登場。杖突峠へ向かう途中、休息がてら諏訪湖の夜景撮影と入浴施設を利用した。 - 鉢伏山 - 原作第9話、聖地巡礼ツアーで登場。原作では展望台に昇ったが、アニメ第3話「アニメ化直前!!地獄の弾丸聖地巡礼スタンプラリー!!」では展望台の階段が損傷していたので展望台を利用していない。 - 松本城 - 原作第8話、聖地巡礼ツアーで登場。諏訪湖SAを出発したがナビをしていたさつきらが疲れなどで寝てしまい、すでに通り過ぎていた次の目的地・杖突峠よりはるか先にある松本城に到着した。 - 上高地 - 原作第26話・27話、長野北西部と黒部ダムを巡る旅で1日目の目的地。到着後しばらくして初老の風景画家に出会いのんびり過ごしたせいで上高地観光が出来ないまま一晩過ごし翌早朝に黒部ダムに向かった。 - 陣馬形山 - 原作第9話、聖地巡礼ツアーで登場。聖地巡礼ツアー2日目の早朝に到着。 - ソースカツ丼 - 原作第9話、聖地巡礼ツアーで登場。駒ヶ根市内で名物の「ソースカツ丼」を食べる。 - 光前寺 - 原作第9話、聖地巡礼ツアーで登場。霊犬早太郎が祀られている寺を参拝。 - 高ボッチ高原 - 原作第9話、聖地巡礼ツアーで登場。高台からの景色を眺める。 - 霧ヶ峰 - 原作第9話、聖地巡礼ツアーで登場。掲載作品同様キャンプ好きの主人公がその場所のライブカメラ越しにもう1人の主人公に手を振ったシーンを（夜になったため）桜子がスマホのライトで照らし、さつき・アンが再現した。 - 原作第51話、白樺湖から美ヶ原までのビーナスラインの途中に立ち寄り、さつき・アンとたいしょうでが再々現した。 | - 八ヶ岳食工房 - 原作第14話、「八ヶ岳ハム工房」として登場、春乃のお目当ての生ハムを購入する。 - 南相木温泉 - 原作第21話、南相木ダムカレーを食べるために温泉施設についた春乃たちが同所到着時「まいたけ祭り」が開催中でダムカレーは提供中止していた。その後、南相木ダムの堰堤に行き恨み節を春乃が叫んでいた。 - 白馬ジャンプ競技場 - 原作第29話、北安曇ジャンプ台として登場。 - 戸隠バードライン - 原作第30話、途中の七曲りにある「七曲りの一本松」に立ち寄る。 - 戸隠 - 原作第31話・32話、原作第25話からの長野北西部と黒部ダムを巡る旅の最終目的地。戸隠神社（作中では「奥戸隠神社」）、戸隠そば教室に行ったのち忍者カラクリ屋敷に行った。 - 白樺湖 - 原作第51話、ここを起点に春乃の車でビーナスラインを360度カメラで撮影。 - 道の駅美ヶ原高原 - 原作第51話、作中では「道の駅美ヶ原」で登場。 - 美ヶ原高原の美しの塔 - 原作第52話、美ヶ原高原を巡ったときに立ち寄った。 |

### 岐阜県

#### 高山市
- 乗鞍岳 - いずれも原作第25話で登場。
  - 乗鞍畳平 - 長野北西部と黒部ダムを巡る旅で最初に登場。
  - 乗鞍スカイライン - 乗鞍に来た元来の目的である乗鞍スカイラインをアンと桜子でスケートボード滑走する動画を取るべく下って行ったが、誤って乗鞍エコーラインを下り「ほうのき平」でなく長野県側の「乗鞍高原」に行った。

#### 各務原市
- 川島ハイウェイオアシス - 原作第26話、華子が休息で立ち寄ったがバイクのタイヤがパンク。その後（ゆるキャン△の志摩リンの祖父である）新城肇が提供した修理キットで難をのがれた。

### 富山県

#### 立山町
- 黒部ダム - 原作第28話、立山ダム（アニメ第10話では黒部ダム）として登場。原作第22話[92]で春乃が桜子の希望を入れて訪れた。

### 神奈川県

#### 箱根町
- 大観山展望台 - 原作第53話、「富士山一周レポ漫画」の3か所目として登場。悪天に見舞われた春乃が精神崩壊のまま同所にあるブランコに乗る[93]

### 北海道

#### 稚内市
- 宗谷岬 - 原作第32話、長野・富山の旅行が終えて数日後に会社を辞めてバイクで北海道ツーリングをしている華子から宗谷岬の「日本最北端の地の碑」で撮った画像をSNSで披露する[35]。

### 愛知県

#### 田原市
- 伊良湖水道 - 原作第73話、春乃と華子が志摩在住の漫画家・スズ子の実家に訪れるため伊良湖港から対岸の鳥羽港（三重県鳥羽市）へフェリーで渡船。

## 書誌情報
- あfろ 『mono』芳文社〈まんがタイムKRコミックス〉、既刊5巻（2025年6月26日現在）[4]
  1. 2018年11月9日発行（2018年10月25日発売）、ISBN 978-4-8322-4989-9
  2. 2021年3月12日発行（2021年2月25日発売）、ISBN 978-4-8322-7256-9
  3. 2022年11月11日発行（2022年10月27日発売）、ISBN 978-4-8322-7411-2
  4. 2024年5月10日発行（2024年4月25日発売）、ISBN 978-4-8322-9543-8
  5. 2025年7月11日発行（2025年6月26日発売）、ISBN 978-4-8322-9643-5

## テレビアニメ
2025年4月から6月までTOKYO MXほかにて放送された。
アニメ版では、作中に登場する品物のメーカー（リコー・日産自動車・ヤマハ発動機）が製作に協力している。

### スタッフ
- 原作 - あfろ[95]
- 監督 - 愛敬亮太[95]
- 助監督 - 諸冨直也[96]
- シリーズ構成 - 米内山陽子[95]
- キャラクターデザイン・総作画監督 - 宮原拓也[95]
- プロップデザイン - 山川桜、稲田航
- 美術監督 - 藤井里咲、野村正信[96]
- 色彩監督 - 小松さくら[96]
- CG監督 - 小川耕平[96]
- 撮影監督 - 荻原猛夫[96]
- 編集 - 柳圭介[96]
- 音響監督 - 田中亮[96]
- 音響効果 - 北方将実[96]
- 音楽 - 百石元[96]
- 音楽プロデューサー - 山内真治
- チーフプロデューサー - 石川達也、前田俊博
- プロデューサー - 田中瑛、小林宏之、松岡晃平
- アニメーションプロデューサー - 藤田規聖[96]
- アニメーション制作 - ソワネ[95]
- 製作 - アニプレックス[2]、芳文社、ソワネ、毎日放送

### 主題歌
「メニメリ・メモリーズ!」
シネフォト部によるオープニングテーマ。作詞はやぎぬまかな、作曲・編曲は石濱翔。
「ウィークエンドロール」
halcaによるエンディングテーマ。作詞は山崎真吾とhalca、作曲・編曲は山崎真吾。

### 各話リスト
| 話数 | サブタイトル                                                                                   | 脚本                   | 絵コンテ          | 演出                              | 作画監督                                       | 初放送日       |
| ---- | ---------------------------------------------------------------------------------------------- | ---------------------- | ----------------- | --------------------------------- | ---------------------------------------------- | -------------- |
| #1   | monoの旅                                                                                       | 米内山陽子             | 愛敬亮太 諸冨直也 | 愛敬亮太 諸冨直也 仲神友貴        | じゅら 髙橋瑞紀                                | 2025年 4月13日 |
| #2   | メイキング・オブ・空撮!!クラスメイト訪ねて三千里〜モトブログパート12〜                         | 米内山陽子             | 藍崎灯            | 藍崎灯                            | ミャン                                         | 4月20日        |
| #3   | アニメ化直前!!地獄の弾丸聖地巡礼スタンプラリー!!                                               | 吉岡南都               | 上原史之          | 上原史之 倉富康平 村川直哉        | 上原史之 佐藤弘明 中山みゆき 五藤有樹 今岡律之 | 4月27日        |
| #4   | 癒し系マンガ家ワイナリー巡り～モトブログパート13～まんぷくフォトラリー～満腹中枢神経完全破壊～ | ヤマシロ・DL・ユキタカ | 貞元北斗          | 貞元北斗                          | 貞元北斗 銀さん                                | 5月4日         |
| #5   | ～生ハム山梨物語～心霊スポット憑依事件                                                         | 吉岡南都               | 諸冨直也          | 諸冨直也                          | 諸冨直也 夏木洋                                | 5月11日        |
| #6   | 山梨で完璧な丸石道祖神を激写する!山梨でカレー、食べます                                        | 米内山陽子             | 武井諒            | 武井諒                            | 佐藤弘明                                       | 5月18日        |
| #7   | 初めてのアニメ化漫画家集結！身延ウォーカー                                                     | 米内山陽子             | 仲神友貴          | 仲神友貴                          | 髙橋瑞紀                                       | 5月25日        |
| #8   | 試験に出る長野・富山の旅 第1夜                                                                 | 吉岡南都               | 牧野秀則          | 牧野秀則                          | 西原大樹                                       | 6月1日         |
| #9   | 試験に出る長野・富山の旅 第2夜                                                                 | 吉岡南都               | 北村将            | 北村将                            | 栗原裕明                                       | 6月8日         |
| #10  | 試験に出る長野・富山の旅 第3夜                                                                 | ヤマシロ・DL・ユキタカ | 五藤有樹 藍崎灯   | 坂口蒼星 今岡蕎麦 街角の恋        | ほめふじ                                       | 6月15日        |
| #11  | 山梨かき氷マップ完全制覇                                                                       | 米内山陽子             | きーくん          | きーくん                          | 木村圭之介 五藤有樹                            | 6月22日        |
| #12  | POVホラーどうでしょう                                                                          | 米内山陽子             | 山本裕介          | 愛敬亮太 倉富康平 武井諒 村川直哉 | ミャン じゅら 諸冨直也 佐藤弘明 宮原拓也       | 6月29日        |

### 放送局
| 放送期間                | 放送時間                     | 放送局       | 対象地域   | 備考                                                       |
| ----------------------- | ---------------------------- | ------------ | ---------- | ---------------------------------------------------------- |
| 2025年4月13日 - 6月29日 | 日曜 0:00 - 0:30（土曜深夜） | TOKYO MX     | 東京都     |                                                            |
|                         |                              | とちぎテレビ | 栃木県     |                                                            |
|                         |                              | 群馬テレビ   | 群馬県     |                                                            |
|                         |                              | BS11         | 日本全域   | BS放送 / 『ANIME+』枠                                      |
|                         | 日曜 2:08 - 2:38（土曜深夜） | 毎日放送     | 近畿広域圏 | 製作局 / 『アニメシャワー』第1部 / 初回は1:20 - 1:50に放送 |
| 2025年4月15日 - 7月1日  | 火曜 23:00 - 23:30           | AT-X         | 日本全域   | CS放送 / 字幕放送 / リピート放送あり                       |
| 2025年4月25日 - 7月11日 | 金曜 1:29 - 1:59（木曜深夜） | 山梨放送     | 山梨県     | 作品の舞台地                                               |

| 配信開始日    | 配信時間                   | 配信サイト                                                                                                |
| ------------- | -------------------------- | --- |
| 2025年4月13日 | 日曜 0:00（土曜深夜） 更新 | ABEMA dアニメストア （本店・ニコニコ支店・for Prime Video）                                               |
| 2025年4月15日 | 火曜 12:00 更新            | FOD U-NEXT アニメ放題 バンダイチャンネル Hulu Lemino Amazon Prime Video ニコニコチャンネル Netflix DMM TV |
|               | 火曜 23:00 - 23:30         | ニコニコ生放送                                                                                            |
| 2025年4月16日 | 水曜 0:00（火曜深夜） 更新 | TELASA （見放題プラン） J:COM STREAM （見放題） milplus見放題パックプライム                               |

### BD / DVD
| 巻 | 発売日             | 収録話   | 規格品番      | 規格品番      |
| 巻 | 発売日             | 収録話   | BD            | DVD           |
| -- | ------------------ | -------- | ------------- | ------------- |
| 1  | 2025年7月2日       | #1・#2   | ANZX-17511/2  | ANZB-17511/2  |
| 2  | 2025年8月6日       | #3・#4   | ANZX-17513/4  | ANZB-17513/4  |
| 3  | 2025年9月3日予定   | #5・#6   | ANZX-17515/6  | ANZB-17515/6  |
| 4  | 2025年10月8日予定  | #7・#8   | ANZX-17517/8  | ANZB-17517/8  |
| 5  | 2025年11月12日予定 | #9・#10  | ANZX-17519/20 | ANZB-17519/20 |
| 6  | 2025年12月3日予定  | #11・#12 | ANZX-17521/2  | ANZB-17521/2  |

### CD
| 発売日       | タイトル   | 規格  | 規格品番                         |
| ------------ | ---------- | ----- | -------------------------------- |
| 2025年7月2日 | monoのうた | CD+BD | SVWC-70716〜17（期間生産通常盤） |

### Webラジオ
Webラジオ『mono語り』が音泉およびYouTube『アニプレックスチャンネル』にて2025年4月10日から毎週木曜日に配信されている。パーソナリティは雨宮さつき役の三川華月、霧山アン役の古賀葵、敷島桜子役の遠野ひかるが担当する。

## コラボレーション
日本赤十字社 山梨県赤十字血液センター
2022年3月1日から4月15日まで、献血キャンペーンを実施。参加を表明し、400ミリリットル以上、ないし成分献血を行なった人にコラボデザインのクリアファイルをプレゼントした。
MONO消しゴム（トンボ鉛筆）
2025年7月11日よりで「mono」とトンボ鉛筆の消しゴムのブランドである「MONO」が『モノ』つながりでさつきらメインキャラ5人がデザインされたコラボ消しゴム（5個1セット）の発売を発表。
山梨交通
2025年7月18日から2026年3月31日まで、甲府駅・竜王駅を起点とする高速バスに「mono」ラッピングを施した車両を導入。